# Svatá Anna
Svatá Anna (též svatá Anna Samodruhá, či svatá Anna Samotřetí) a svatý Jáchym byli údajní rodiče Panny Marie a tedy prarodiče Ježíše Krista. V kanonických evangeliích, která tvoří Nový zákon, o nich zmínky nejsou. Jejich jména jsou uvedena v apokryfním evangeliu svatého Jakuba. Jméno Jáchym se vykládá jako „příprava na Pána“ a jméno Anny jako „milostná, laskavá“.

## Etymologie
Samotné jméno Anna je hebrejského původu, kde חַנָּה‎ lze přepisovat jako Channa v překladu „milostiplná“ či „milá“.
Někdy je svatá Anna, a to zejména v uměleckých zobrazeních, označována jako „samodruhá“ a „samotřetí“. Jedná se o staročeské výrazy. Výraz „samodruhý“ se používal pro matku, která již nebyla sama, protože nosila dítě. Výraz „samotřetí“ pak pro babičku, která vychovala dceru, a ta zase dceru nebo syna.
Proto bývá svatá Anna (S)samodruhá zobrazována s Pannou Marií a svatá Anna (S)samotřetí s Pannou Marií a Ježíšem.

## Život
Podle svatého Jakuba byli manželé zřejmě dosti prosperující pastýři, kteří výtěžek svého hospodářství spravedlivě dělili mezi jeruzalémský chrám, pomoc chudým a vlastní potřeby. Problémem bylo to, že neměli děti. Neplodnost u Židů byla považována za výraz nepřízně Boží a chrámoví kněží dokonce jednoho dne z toho důvodu odmítli přijmout oběti, které chrámu přinesli. Hluboce ponížený Jáchym odešel do pouště, kde se čtyřicet dní postil a modlil k Bohu. Po čtyřiceti dnech se mu zjevil anděl a oznámil mu, že jeho modlitby byly vyslyšeny, a slíbil jim narození dítěte.
Skutečně se jim přes vysoký věk narodila dcera, které dali jméno Marie. Otec zemřel krátce po jejím narození a Marie byla ve třech letech předána do výchovy správě jeruzalémského chrámu. Svatá Anna se údajně dožila vysokého věku.
Svatá Anna byla široce uctívána v lidových vrstvách i bez oficiálního požehnání církve. Doložen je až dopis papeže Urbana VI. z roku 1378, kdy povoluje Anglii uctívání sv. Anny jako světice. Anenská tradice dosáhla vrcholu v 15. a 16. století, když papež Sixtus IV. přijal Annu roku 1481 do římského kalendáře a jeden z jeho pozdějších nástupců Řehoř XIII. ustanovil její slavnost v roce 1584 na 26. července. O šíření úcty ke sv. Anně se zasloužili zejména církevní řeholníci – kapucíni, karmelitáni, benediktini a augustiniánští kanovníci.
Ve východních křesťanských tradicích byzantského ritu lze uctívání sv. Anny prokázat už v 6. století, kdy dal císař Justinián I. na její počest vystavět chrám.
Scény ze života svatého Jáchyma a svaté Anny byly velmi oblíbeným tématem malířů až do Tridentského koncilu, který se konal v letech 1545 až 1563 a na němž bylo zobrazování apokryfních scén zakázáno. Nejznámější obrazy s tematikou sv. Anny pocházejí od Caravaggia ve Villa Borghese v Římě, od Leonarda da Vinci v pařížském Louvru a od Masaccia v Akademii ve Florencii.
Ve 4. století a pak znovu v 15. století se rozhořel uvnitř katolické církve spor, zda v případě Anny nedošlo také k panenskému početí jako v případě Panny Marie.[zdroj⁠?!] Tato myšlenka byla v roce 1677 definitivně zamítnuta.[zdroj⁠?!]

## Ikonografie

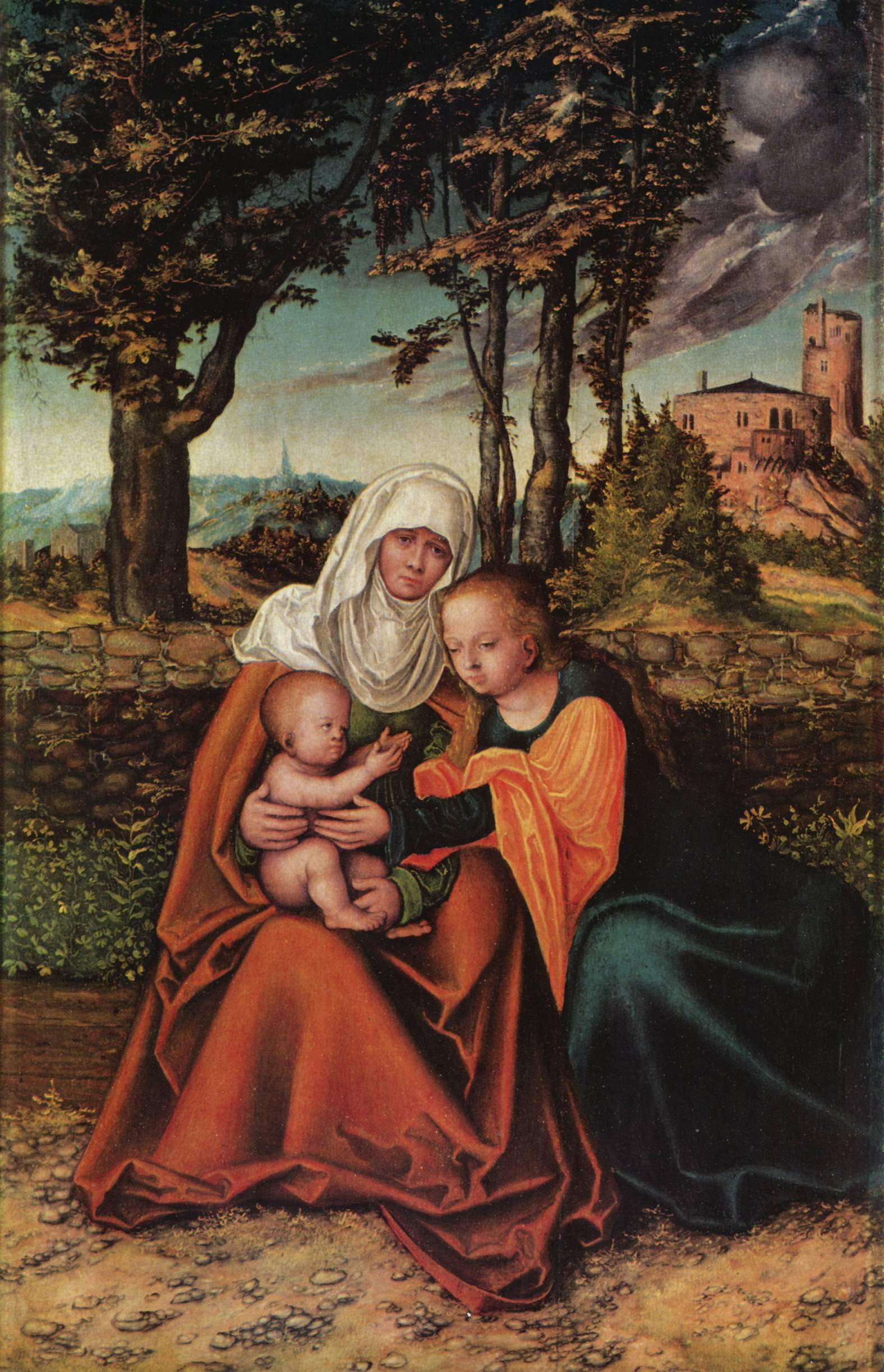
Lucas Cranach starší: Svatá Anna

Křesťanská ikonografie zpodobňuje Annu jako důstojnou dámu v dlouhém, zpravidla červeném, přepásaném šatu, s hlavou zahalenou zeleným závojem. Někdy drží v ruce knihu, poukazující na starozákonní zaslíbení Mesiáše, občas lilii jako odkaz na své neposkvrněné dítě. Nejčastější vypodobnění jsou ale spolu s Pannou Marií. V umění vznikl zvláštní ikonografický typ „sv. Anna samotřetí“ s Pannou Marií a Ježíškem, kdy Anna drží zmíněné figury v drobném měřítku na ruce nebo chová dospělou Pannu Marii s Ježíškem na klíně. Známá jsou vyobrazení Narození Panny Marie či scény, kdy sv. Anna vyučuje dívku Marii.

## Patronka
Svatá Anna se stala ochránkyní matek a manželství, šťastného porodu, patronkou horníků, mlynářů, truhlářů, tkalců, krejčích, provazníků, také čeledínů. Její ochranou se zaštítila i taková města, jakými jsou Florencie, Innsbruck, Neapol a celé země jako Bretaň nebo Québec. Zbožní křesťané se k ní přicházeli modlit za déšť, proti bouřce, ale například i za nalezení ztracených předmětů.

## Svátek

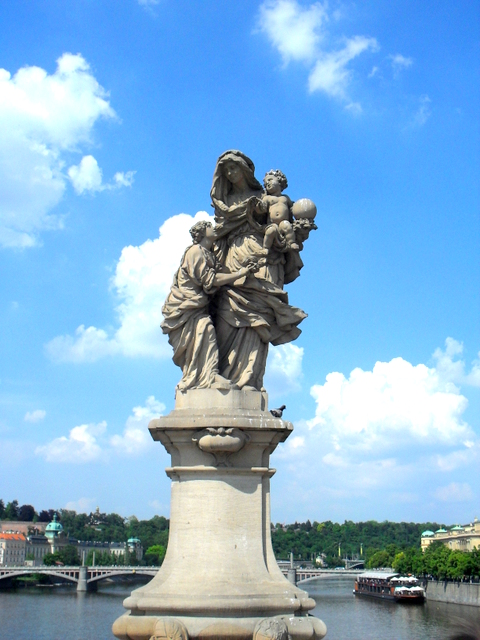
Praha, svatá Anna Samotřetí na Karlově mostě

Svátek svaté Anny je od dob papeže Řehoře XIII. slaven společně se svátkem svatého Jáchyma 26. července. K datu se váže pranostika: „Svatá Anna, chladna zrána“.

## Svatá Anna, vdova a prorokyně
Kromě Svaté Anny, matky Panny Marie, existuje v křesťanské hagiografii svatá Anna, vdova a prorokyně, o které se zmiňuje ve svém evangeliu Svatý Lukáš (Luk, 2, 22-58). Byla to nábožná stařenka žijící v Jeruzalémě. Po smrti svého manžela žila neustále v chrámu, modlila se a postila a všem příchozím prorokovala příchod Spasitele.
Její svátek je v církevním kalendáři zařazen na 1. září.